# Balasto eléctrico

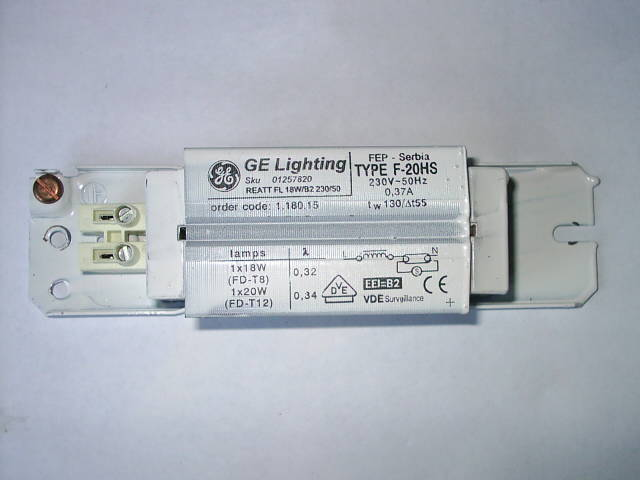
Balasto ferromagnético tradicional, que requiere del uso de un cebador.

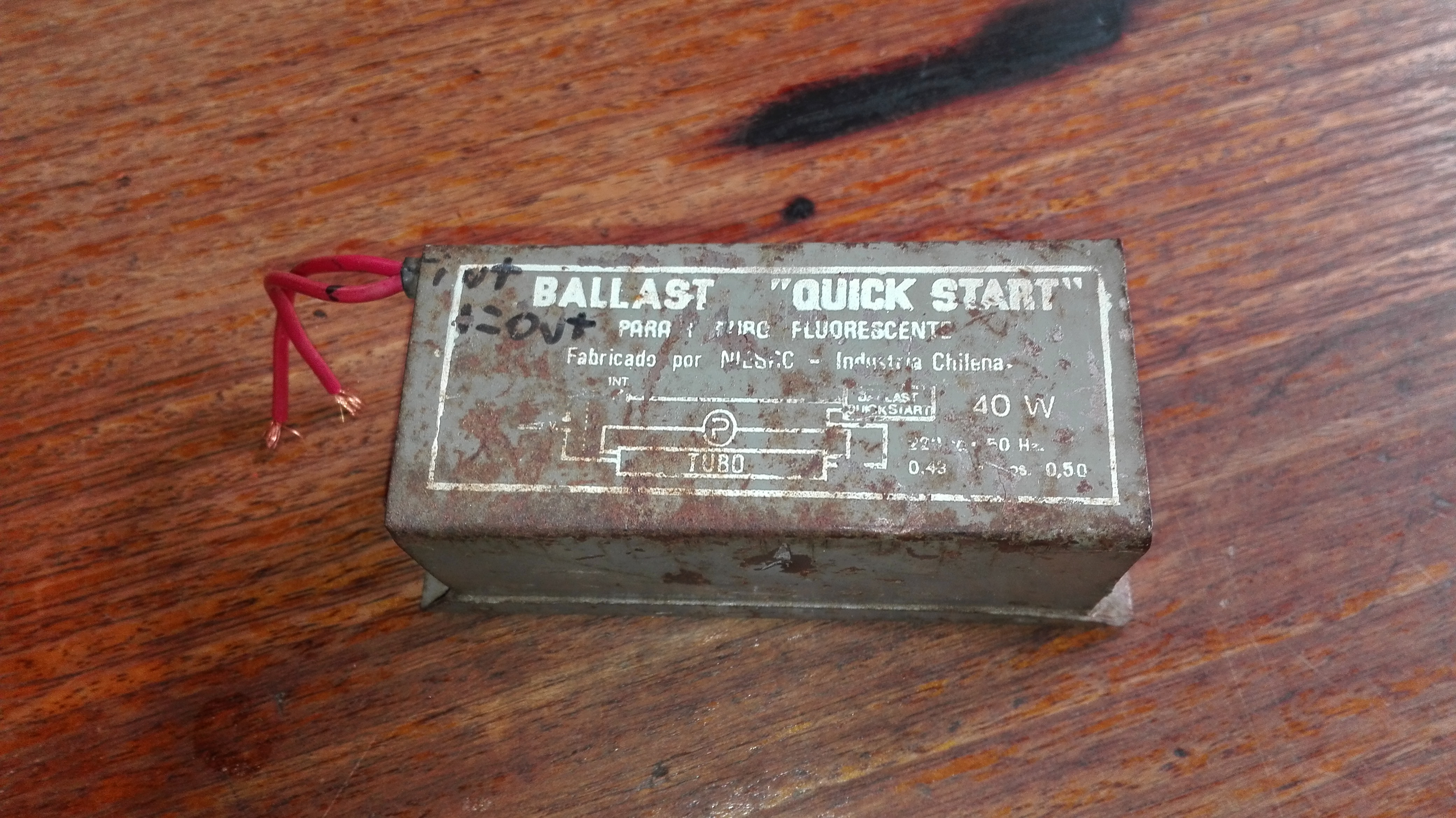
Balasto para tubo fluorescente antiguo de 40 W.

El balasto o balastro (del inglés ballast, «lastre») es un equipo que sirve para mantener estable y limitar la intensidad de lámparas, ya sea una lámpara fluorescente o una lámpara de haluro metálico. Técnicamente, en su forma clásica, es una reactancia inductiva que está constituido por una bobina de alambre de cobre esmaltado enrollada sobre un núcleo de chapas de hierro o de acero eléctrico. En la actualidad existen de diversos tipos, como los balastos electrónicos usados para lámparas fluorescentes o para lámparas de descarga de alta intensidad.
En una lámpara fluorescente el papel del balasto es doble: proporcionar la alta tensión necesaria para el encendido del tubo y después del encendido del tubo, limitar la corriente que pasa a través de él.

## Balasto resistivo
El término se refiere a una resistencia que cambia el estado del sistema eléctrico. Esto puede ser una resistencia fija o resistencia variable.

### Balasto de resistencia fija
Para aplicaciones económicas y de baja potencia, como una lámpara de neón o una lámpara Led, se usa comúnmente una resistencia fija (balasto) en serie con la lámpara. Debido a que la resistencia de la resistencia de balasto es grande, esta determina la corriente en el circuito, incluso frente a la resistencia negativa introducida por la lámpara de neón.
El término también se aplicaba al resistor utilizado en los primeros modelos de motores de automóviles, que reducía el voltaje de suministro al sistema de encendido después de que se había arrancado el motor. Arrancar el motor requiere una cantidad significativa de corriente eléctrica de la batería. El elevado amperaje solicitado a la batería al arrancar el motor produce una fuerte caída del voltaje que proporciona la batería. Para permitir que el motor arranque, el sistema de encendido era diseñado para operar con este voltaje bajo. Pero una vez que se arrancó el vehículo y se desconectó el motor de arranque, el voltaje de funcionamiento normal era demasiado alto para el sistema de encendido. Para evitar este problema, se insertaba una resistencia de balasto en serie con el sistema de encendido que, mientras se arrancaba el motor, esa resistencia estaba en bypass (anulada) por medio del interruptor de arranque, y se reconectaba en el circuito a través de dicho interruptor de encendido, una vez que se arrancó el vehículo y se desconectó el motor de arranque. Eso resultaba en dos voltajes de operación diferentes, para los sistemas de arranque y encendido.
Ocasionalmente, esta resistencia de balasto fallaba interrumpiendo su conducción de corriente, y el síntoma clásico de esta falla era que el motor funcionaba mientras se arrancaba (mientras que la resistencia estaba en bypass) pero se detenía inmediatamente cuando dejaba de arrancar (y la resistencia se reconectaba en el circuito a través del interruptor de encendido). Los sistemas de encendido electrónico modernos (los que se utilizan desde la década de 1980 o finales de la de 1970) no requieren una resistencia de balasto, ya que son lo suficientemente flexibles para operar con el voltaje de arranque más bajo o el voltaje de operación normal.

### Balasto de resistencia variable
Algunos balastos de reactancia inductiva ven incrementada su resistencia interna cuando la corriente que fluye a través de ellos aumenta, y disminuye si la corriente disminuye.
Físicamente, estos componentes están construidos como lámparas incandescentes. De igual manera que el filamento de tungsteno de una lámpara convencional, si la corriente aumenta, la resistencia se calienta, aumentando su resistencia y la caída de tensión. Si el voltaje disminuye, la resistencia de balasto se enfría, disminuyendo su resistencia y la caída de tensión. Por lo tanto, este tipo de balasto tiende a mantener la corriente que fluye por él constante a pesar de las variaciones en la tensión aplicada o cambios en el resto del circuito. Esta propiedad permite un control más preciso de la corriente que una resistencia de valor fijo. La pérdida de potencia en el balasto se reduce al mínimo debido a que la resistencia ofrecida es menor que una resistencia fija.

## Balasto de reactancia inductiva

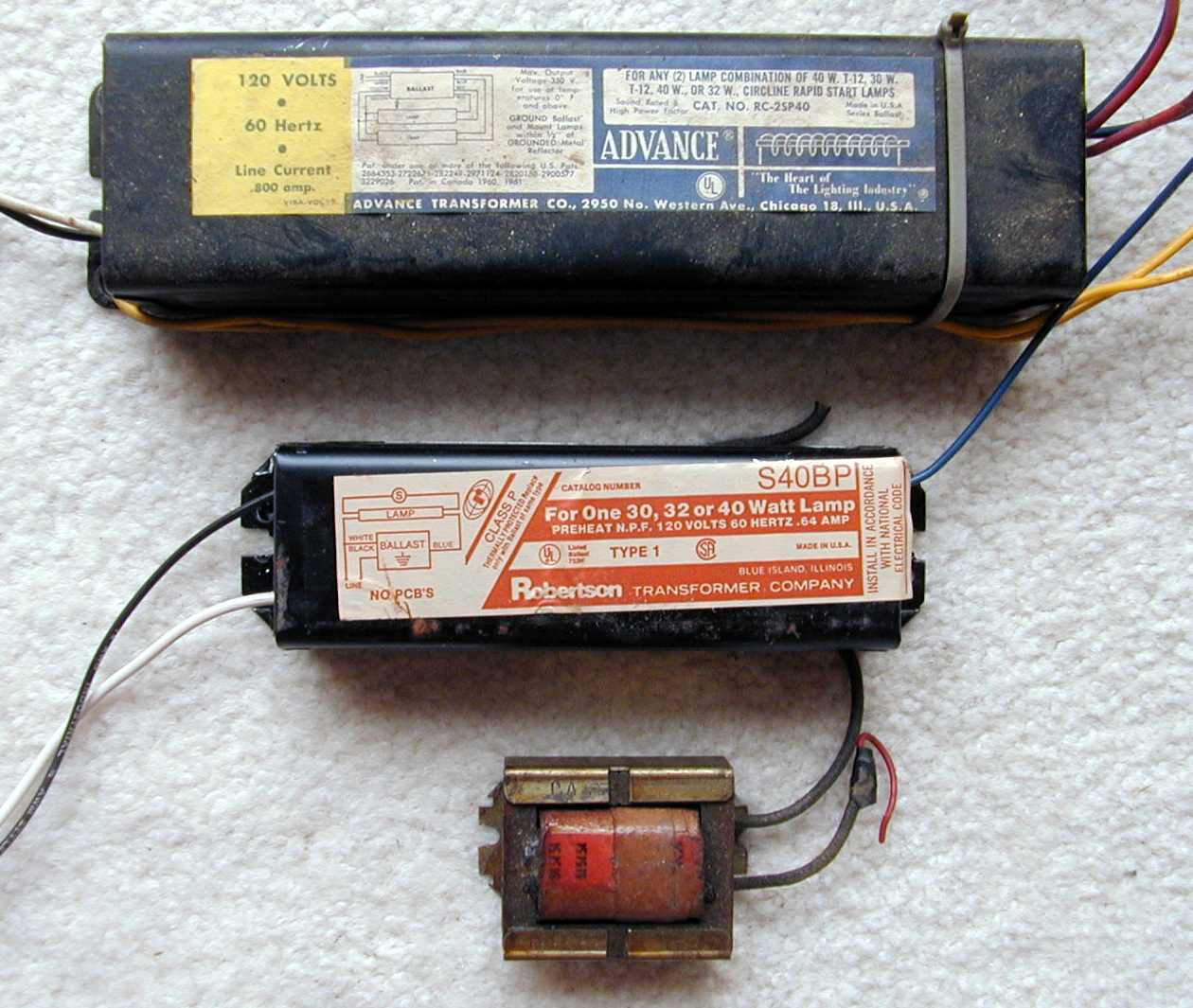
Varios balastos ferromagnéticos para lámpara fluorescente.

Debido a la potencia disipada por el efecto Joule en las resistencias arriba mencionadas, para equipos de mayor potencia se utilizan reactancias inductivas. Un inductor perfecto no generaría pérdidas por efecto Joule, limitando la corriente a través del inductor sin generar rendimientos más bajos. En realidad, un inductor tiene cierta resistencia interna, y consecuentemente las pérdidas por efecto Joule se minimizan pero no se eliminan.
Un inductor es utilizado comúnmente en los balastos para proporcionar las adecuadas condiciones de arranque y funcionamiento eléctrico para alimentar una lámpara fluorescente, lámpara de neón o de descarga de alta intensidad (HID). Las ventajas de este sistema es que su reactancia limita la corriente disponible a la lámpara, con pérdidas de potencia mínimas en el inductor y, que el pico de alta tensión que se produce cuando la corriente que pasa a través del inductor es rápidamente interrumpida, se utiliza en algunos circuitos para encender el arco eléctrico en la lámpara.

## Partes del balasto

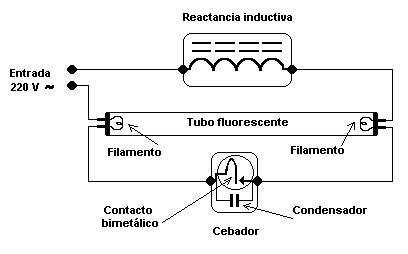
En el caso de una lámpara fluorescente, se instala de la siguiente manera.

- Núcleo: es la parte fundamental del balasto. Está compuesto por varias placas delgadas de acero al silicio, sobre el que se enrolla el alambre de cobre para formar una bobina.
- Carcasa: es la envoltura protectora del balasto. De la bobina salen dos o tres cables de cobre que se conectan al circuito externo, mientras que en los balastos electrónicos salen cuatro.
- Sellador: es un compuesto de poliéster que se deposita entre la carcasa y el núcleo del balasto. Su función es de aislante eléctrico.

Vulgarmente al balasto se lo conoce como reactancia, ya que debido a la corriente alterna la bobina del balasto presenta reactancia inductiva.
Al ser elementos que van conectados a la red eléctrica domiciliaria, por lo general están normalizados (IEC, IRAM, CE, etc.).
En el mercado existen balastos para diferentes potencias. Algunos de los valores son para lámparas de 7/9/11, 15, 18, 20, 30, 36, 40, 58/65 vatios.

## Balasto electrónico

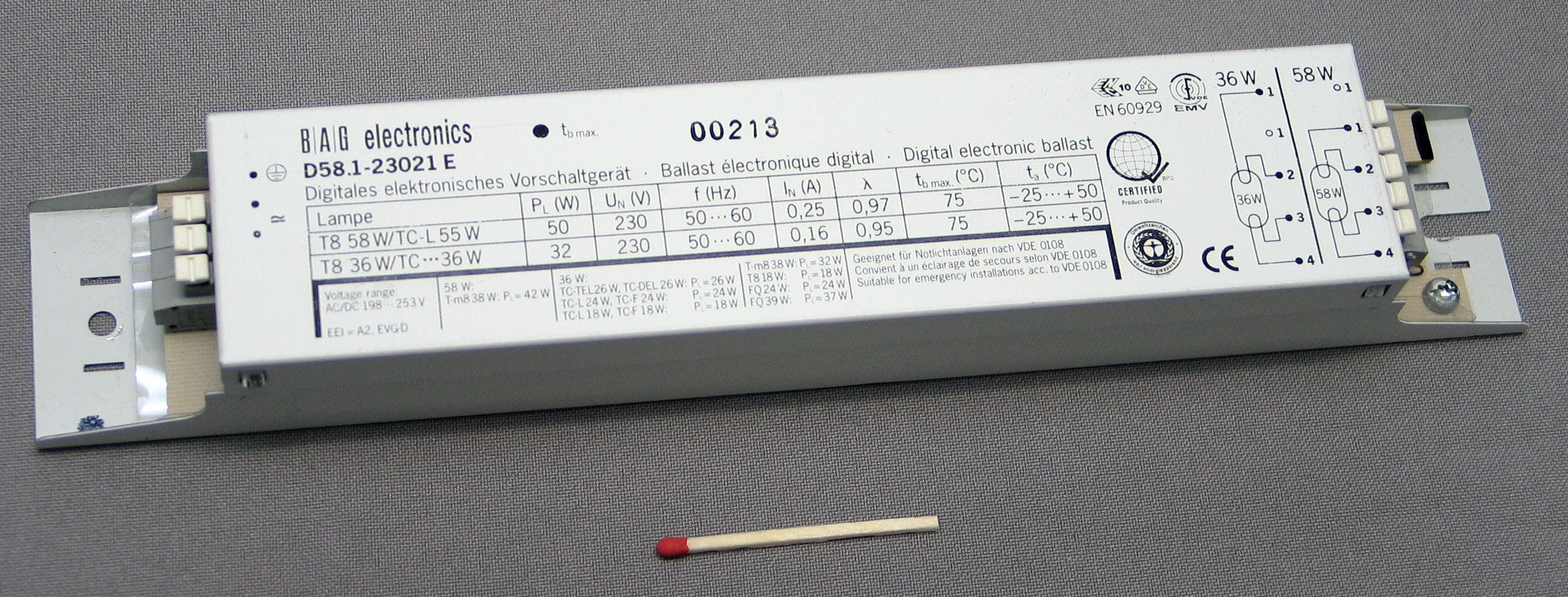
Balasto electrónico para tubo fluorescente de 18 a 58W.

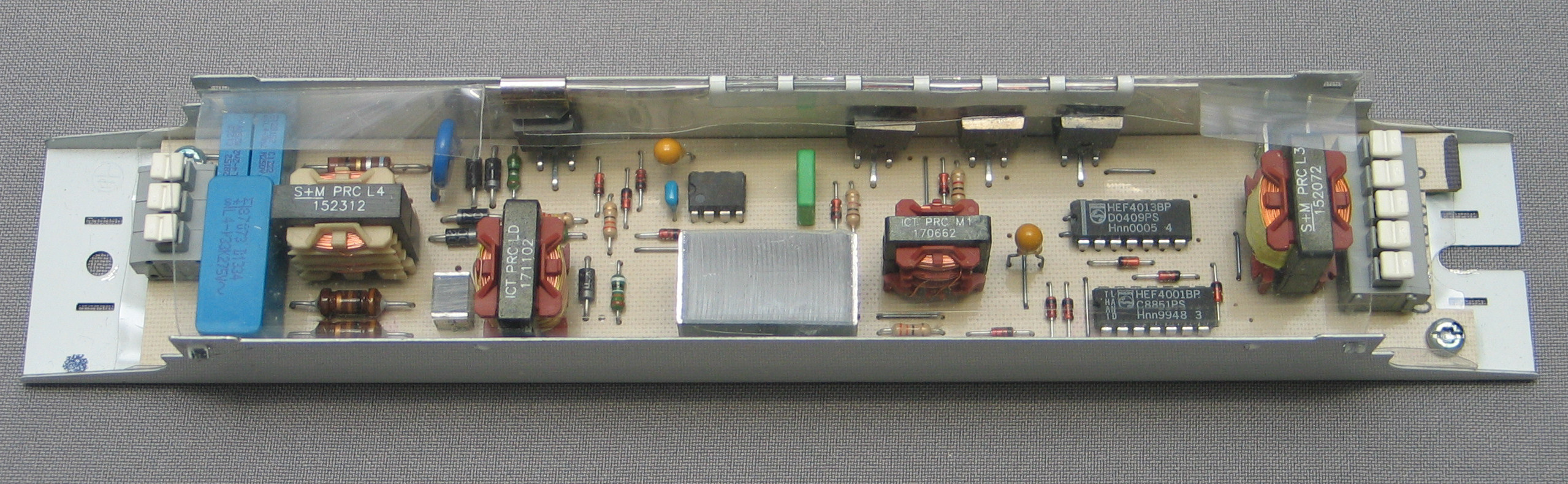
Vista del interior de un balasto electrónico.

Un balasto electrónico utiliza un circuito de semiconductores para proporcionar a las lámparas un arranque más rápido, sin parpadeo, pudiendo utilizarse para alimentar a varias lámparas a la vez. En general, los balastos electrónicos aumentan la frecuencia de trabajo a 20 kHz o más, con lo que se consigue hacer inapreciable el parpadeo que se produce cuando se trabaja a 100 o 120 Hz (dos veces la frecuencia de la alimentación). Además, el rendimiento de las lámparas fluorescentes aumenta un 9 % cuando se llega a 10 kHz, y continúa aumentando poco a poco hasta los 20 kHz. Este aumento de la frecuencia permite aumentar el rendimiento energético de conjunto lámpara-balasto.
El balasto electrónico reemplaza el conjunto del balasto convencional, el cebador y el condensador. La carcasa que contiene los componentes tiene forma oblonga para encajar en el lugar de los viejos balastos en las luminarias.
Otras ventajas:
- Silencioso y con un rendimiento energético superior al 98 %. Esto es mucho si se compara con el los balastos corrientes, y se debe principalmente a que casi no se calientan (no disipan energía en forma de calor).
- El rendimiento luminoso aumenta con la frecuencia de algunos centenares de kHz, con 32 W se obtiene el mismo flujo luminoso que con 36 W con balasto normal, considerando el consumo exclusivamente del tubo.
- Un solo balasto puede encender a uno o más tubos.

Algunos balastos electrónicos no utilizan electrodos de calentamiento, lo que puede limitar la duración de las lámparas en caso de ciclos de encendido-apagado repetitivos.
Este tipo de balasto es que se utiliza en las lámparas llamadas compactas.

## Clasificación de eficacia energética
Establecida por la Unión Europea en el año 2000, la clasificación de eficacia energética de los balastos puede expresarse en la forma: EEI=clase (por ejemplo EEI=B2). Normalmente aparece sobre el balasto. Los fabricantes de lámparas o luminarias, no tienen obligación de hacerlo aparecer en las carcasas, pero se puede encontrar en el correspondiente sitio web, de acceso libre.
Las diferentes clases de balastos definidos en la norma europea EN 50294 de diciembre de 1998 son:
- Clase D: balastos magnéticos de gran pérdida.
- Clase C: balastos magnéticos de pérdidas medias.
- Clase B2: balastos magnéticos de pérdidas pequeñas.
- Clase B1: balastos magnéticos de pérdidas muy pequeñas.
- Clase A3: balastos electrónicos.
- Clase A2: balastos electrónicos de pérdidas reducidas.

Balastos regulables:
- Clase A1: balastos electrónicos regulables.

Hay que hacer notar que los balastos de clase A1 (regulables) deben de tener un rendimiento al menos equivalente a un 100% al de la clase A3.
En 2000, la Unión Europea ha decidido la prohibición progresiva de la venta de algunos tipos de balastos:
- Clase D a partir del 21 de mayo de 2002.[4]
- Clase C a partir del 21 de noviembre de 2005.[4]

El reglamento 245/2009 preveía prohibir en 2017 las clases de eficacia inferiores a la clase A2, pero el reglamento 347/2010 ha suprimido dicha previsión.